# 民主進步黨歷史
民主進步黨於1986年9月28日在中華民國臺北市圓山大飯店成立。成立10個月後解嚴、6年後萬年國會全面改選、10年後首次總統直選、14年後政權和平轉移、22年後再度淪為在野黨、30年後完全執政。
民進黨的前身是「黨外運動」，所謂「黨外」是指在台灣戒嚴時期以推動「政治民主化」為目標的不分族群、省籍、統獨之「非中國國民黨人士」結合而成的寬鬆性政治組織。而「黨外」一詞廣被使用始於1977年「五項地方公職選舉」，黃信介、康寧祥組成「黨外人士巡迴助選團」全國助選。1986年「黨外選舉後援會」秘密策劃組織新黨，邀請黨外人士150多人參加、實際出席132人，在圓山大飯店舉行「1986黨外選舉全國後援會候選人推薦大會」上正式宣布創立民進黨。

## 創黨經過與初期

### 黨外運動與組黨討論
| 成員   | 年齡                              | 出生地               |
| ------ | --------------------------------- | -------------------- |
| 費希平 | （1917年9月17日－2003年2月21日）  | 中華民國遼寧省遼中縣 |
| 傅正   | （1927年12月11日－1991年5月10日） | 中華民國江蘇省高淳縣 |
| 尤清   | （1942年3月20日－）               | 日治臺灣高雄州       |
| 江鵬堅 | （1940年4月25日－2000年12月15日） | 日治臺灣臺北州       |
| 張俊雄 | （1938年3月23日－）               | 日治臺灣臺南州       |
| 周清玉 | （1944年6月12日－）               | 日治臺灣臺南州       |
| 謝長廷 | （1946年5月18日－）               | 中華民國臺灣省臺北市 |
| 游錫堃 | （1948年4月25日－）               | 中華民國臺灣省臺北縣 |
| 陳菊   | （1950年6月10日－）               | 中華民國臺灣省臺北縣 |
| 黃爾璇 | （1936年3月5日－2019年2月9日）    | 日治臺灣臺南州       |
| 康寧祥 | （1938年11月16日－）              | 日治臺灣臺北州       |
| 蘇貞昌 | （1947年7月28日－）               | 中華民國臺灣省屏東市 |
| 許榮淑 | （1939年12月27日－）              | 日治臺灣高雄州       |
| 顏錦福 | （1938年－）                      | 日治臺灣臺南州       |
| 周滄淵 | （1936年－2013年）                | 日治臺灣臺北州       |
| 邱義仁 | （1950年5月9日－）                | 中華民國臺灣省臺南縣 |
| 洪奇昌 | （1951年8月23日－）               | 中華民國臺灣省彰化縣 |
| 郭吉仁 | （1944年2月20日－）               | 日治臺灣臺南州       |

1949年末，中華民國政府在臺灣實施戒嚴，年底撤到臺灣。人民的參政權受到一定限制，但仍有部分黨外運動人士爭取民主與參與政治的權利，并逐漸發展壯大。
1977年的地方選舉成為黨外運動的高潮，黨外陣營在這場選戰中取得四席縣市長及21席省議員，被視為空前成長。當中由以因作票爆發的中壢事件以及其所在地的桃園縣長當選人許信良最受矚目。唯隔年（1978年）美國宣布與在臺灣的中華民國斷交，執政黨國民黨以此為由宣布停止中央公職選舉。1979年更發生美麗島事件，其中黃信介、施明德、呂秀蓮、林義雄、姚嘉文、陳菊、林弘宣、张俊宏等多黨外運動人士並因此而入獄服刑。
1980年代，黨外實力逐漸整合，1983年底為推薦及輔選增額立委，以公職為主的「1983黨外選舉後援會」於4月16日成立，召集人費希平，秘書長游錫堃，是黨外勢力正式組織化的開始。以非公職為主的「黨外編輯作家聯誼會」亦於9月9日成立，首任會長林濁水、副會長邱義仁、總幹事賁馨儀，是為新潮流的前身。「黨外公共政策委員會」於1984年5月11日成立，是由任務結束的「1983黨外選舉後援會」轉化而成，首任理事長費希平、秘書長林正杰。1985年為推薦及輔選年底縣市長與省市議員選舉，成立「1985黨外選舉後援會」，召集人張俊雄，完成任務後解散。
1986年7月3日「黨外秘密組黨十人小組」成立，成員包括費希平、傅正、尤清、江鵬堅、張俊雄、周清玉、謝長廷、游錫堃、黃爾璇、陳菊等，開始秘密研擬黨綱、黨章。。
1986年黨外候選人因應選舉高亢倡議組黨、推動「公政會」組織化，5月10日陳水扁、黃天福等率先成立「公政會台北分會」；5月17日康寧祥等成立「公政會首都分會」；7月15日舉辦「組黨說明會」，但因「美麗島事件」殷鑑不遠，眾多黨外領袖推動組黨，停留在演講、辦雜誌、寫文章、研擬政綱等言論層次，並無具體組黨行動。黨外勢力兩大系統公政會與編聯會領袖大都主張選後組黨。「黨外編聯會」會長洪奇昌認為：「黨外還不夠成熟，不宜立即組黨」；第四任會長吳乃仁：「立即組黨，或制定組黨時間表，我認為都沒有意義」；第三任會長邱義仁：「我認為1986年還不適合組黨」、「目前空言組黨，不過是打高空的行為」。「黨外公政會」前理事長費希平：「對訂立組黨時間表一事，也持反對態度」；現任理事長尤清：「訂立組黨時間表，我贊成，不訂立我也贊成」；康系領袖康寧祥則於6月13日以「黨外公政會首都分會」名義向公政會總會提出「黨外運動五年民主時間表」，建議「1987成立新黨、1988解嚴行憲」。只有「1986黨外選舉全國後援會」召集人游錫堃認為選前組黨才會成功，主張「今年是組黨最好時機」、「要期待國民黨自動放鬆，期待他開放黨禁，那是不可能的事」、「用實力逼它開放黨禁」等。游氏「選前組黨」主張一直未獲支持，遂於8月24日起，以「1986黨外選舉全國後援會為基地」、「守口如瓶、秘密籌備」、「冒名租用圓山飯店（以往只能租到台大校友會館、社區活動中心或餐廳）」、「選擇教師節連假」、「廣邀黨外人士150人（以往只數十人）」、「擇期召開組黨預備會議告知核心重要人士」。1986年8月24日，「1986黨外選舉全國後援會」成立，召集人游錫堃負責推薦及輔選年底增額立委、國代。該會籌辦黨外立委、國代候選人推薦，亦秘密策劃組織新黨，促成「928圓山組黨」。據謝長廷回憶，之所以選在9月28日創黨，主要原因在於當日是黨外後援會提名大會，大家都要參加選舉，鐵定不會缺席，在一百多人都簽名下，就看國民黨政府敢不敢全抓。此外，9月28日適逢孔子誕辰（中華民國政府將此日訂為「教師節」，放假一天），在臺灣全國機關都放假，第二天又補假一天，國民黨一定無法作反應。:209日後據他們獲得的情報，國民黨祕書長馬樹禮當晚出外應酬，直到九點多回家才得到消息。其他黨部主管更是後知後覺，就這樣促成民國七十五年（1986年）9月28日歷史性的一天。:209-210
「組黨預備會議」於9月27日下午召開 ，後援會召集人游錫堃主持，會中達成下列共識：
1. 明日先開後援會，完成立委、國代推薦及通過共同政見後，立即變更議程（不必重新簽到）討論組織新黨。
2. 變更議程的提案由時任中央民代的尤清委員於會中動議，由大會主席徵求全體出席會員的同意後，立即進行討論組黨。
3. 變更議程成功後，討論組黨的會議由國民黨遷臺前選出的終身職立委費希平先生主持。
4. 決定新黨以「民主進步黨」為名，公推謝長廷於會中代表與會者提出建議[註 6]。

謝長廷曾指出，會使用「民主進步黨」的原因在於當時編聯會和公政會的關係相當緊張，「編聯會」來自新生代的力量，代表進步的取向；「公政會」則代表民主的包容。但是只有進步沒有包容，只有力量沒有愛最後會是法西斯黨；只有愛和包容，最後也會墮落出現包工程之類的貪污腐敗行為。所以除了「進步黨」外，還要有一個「民主黨」。當時這個黨名把日後的「美麗島系」與「新潮流系」兩大派系的影子都包含在內。:205-206

### 9月28日民主進步黨建黨

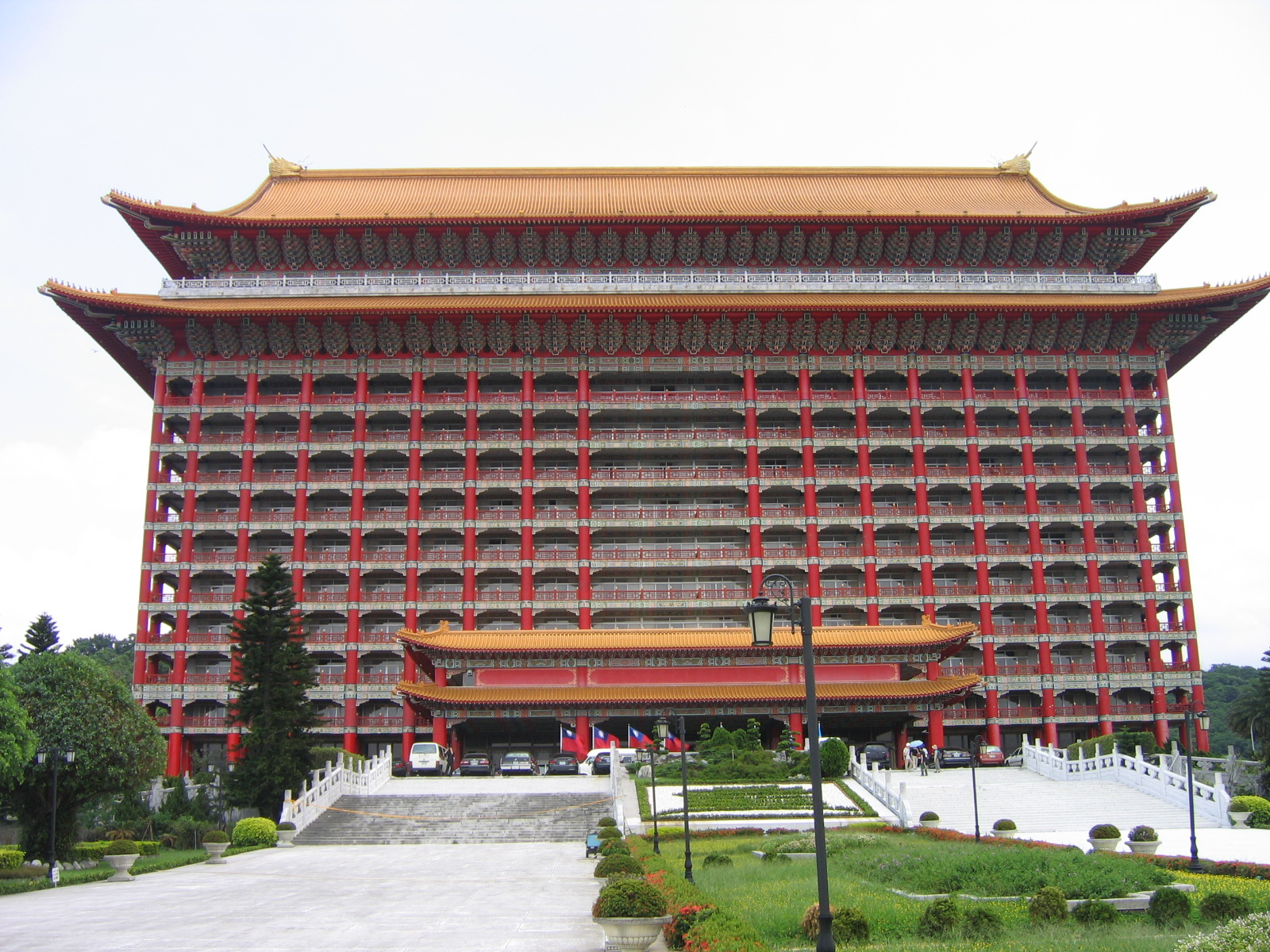
1986年9月28日，民主進步黨成立於圓山大飯店

1986年9月28日上午九時，由132人與會的「1986年黨外選舉後援會」在臺北市圓山大飯店二樓敦睦廳開會，討論年底國民大會代表選舉及立法委員選舉的輔選事宜。大會開始後，謝長廷與尤清提出臨時動議要求，要求變更議程討論組黨事宜，並主張立即組黨。有一派人主張即日建黨太草率，要求先成立一個小組，謹慎籌劃，兩派僵持不下。朱高正則要求立即組黨，說：「當年雷震還在籌組政黨階段，就已經『雞仔、鳥仔抓到沒半隻（閩南俗諺，雞、鳥抓到一隻都不剩，比喻全員被捕）』！」此話一出，立即獲得在場黨外人士的熱烈響應，公推費希平擔任組黨發起人會議召集人:207。下午兩點四十五分，與會人員舉行「組黨發起人會議」，討論黨名、黨章，以及是否立即組黨。當時台灣省議員黃玉嬌主張使用「台灣民主黨」，許多人附和。省議員何春木則重提1960年雷震用過的「中國民主黨」，還說用這個名稱，將來可以帶回中國大陸去，話還沒說完就引起台下一陣笑聲。:210為了黨名問題，引起會場激辯，最後決定由謝長廷及尤清主張的「民主進步黨」作為黨名獲得支持通過。:210當時一度引起朱高正異議，表示要取名為「進步民主黨」，「因為可以分裂成兩種民主黨，「以後要分裂比較方便。左派叫做『進步民主黨』，右派叫做『自由民主黨』。」謝長廷反對稱：「我們今天才建黨就講分裂的事，有點不吉利吧！」，謝長廷的意見獲會場眾人支持，通過「民主進步黨」為黨名。:210-211大會授權費希平，指定尤清、謝長廷、顏錦福、游錫堃、傅正及黃爾璇為建黨小組。後費希平等人主持「民主進步黨記者會」。下午六時零六分，組黨發起人費希平大聲宣布：「民主進步黨正式成立。」:211
台灣民主關鍵十日：（9月28日～10月7日）第一天：（9月28日）下午6時召開記者會，宣布民進黨成立。由於事前「保密到家」，國民黨政府措手不及。當晚兩大報承受執政黨高層極大壓力仍選擇刊登。第二天：（9月29日）中國時報：「黨外宣佈組織『民主進步黨』、昨提出黨綱草案及組織構想」；聯合報：「無黨籍政治人士決定組黨」。消息見報後，立即引起國內外關注。第三天：（9月30日）中國時報：「執政黨人士定今會晤中介學者，商黨內外互動關係，研討如何調和溝通」；聯合報：「無黨籍政治人士組黨一事，政府將公開說明對策，執政黨今邀陶百川等人交換溝通事宜」、「黨外人士突然宣布組黨，中介學者事前毫無所悉，民青兩黨認溝通之路不宜中斷」。當天早上康寧祥、費希平、尤清、游錫堃緊急會商，決定成立「七人小組」以為因應。第四天：（10月1日）中國時報：「少數人士如不顧情勢擅自組黨，政府將依法處置，立場並無改變」、「貫徹民主憲政，誠心謀求共識，政府維護法治決心不容誤解」、「少數人士如不顧情勢擅自組黨，政府將依法處置立場並無改變」；聯合報：「執政黨昨天重申溝通政策不變，無黨籍及中介人士主張繼續誠意溝通」、「施啟揚重申政府嚴正立場，此時此地不宜組織新黨」。全國情勢緊繃，各種傳言不斷。七人小組決定擴大參與成為「10人小組」。第五天：（10月2日）中國時報：「有關政黨制度法律將加速研訂明載基本國策不容分離主義地方主義」；聯合報：「研商與執政黨溝通事宜，無黨籍人士今集會」。10人小組決定納入各界人士與編聯會代表，成員增加到18位，正式命名為「建黨工作小組」，展開黨章、黨綱的研擬及第一次全國代表大會的籌備工作。第六天：（10月3日）中國時報：「黨外組黨人士開會決議，決續與執政黨溝通，將以黨的名義立場進行」、「今年底前可望解除戒嚴，將另訂國安維護法規範，以儘可能回歸憲政為最高原則」、「針對政治結社規範問題，研訂政黨法、人民團體法，將於最短期間內作成政策決定」；聯合報：「執政黨對兩大政治議題已原則決定，戒嚴令儘速於適當時機解除，政治社團將可成為合法團體」、「無黨籍政治人士決議，與執政黨繼續溝通」，情勢已見緩和。第十天：（10月7日）蔣經國接受美國《華盛頓郵報》專訪，宣布台灣要朝向解除戒嚴跟開放黨禁這兩個方向來進行，次日見報，局勢穩定下來，確定了「圓山組黨」雨過天晴，民進黨順利誕生。從928組黨之日到10/07的這十天，就是重要的民進黨組黨「關鍵十日」，也是台灣民主的「關鍵十日」。民進黨「圓山組黨」，由於保密到家，國民黨政府措手不及。蔣經國事前不曉得，隔天找人到總統府開會，會議中蔣經國一言不發，等全部人都講完了才說：「時代在變、環境在變、潮流在變，小不忍則亂大謀。宋楚瑜表示，當年民主進步黨創黨時，他是第一個向蔣經國報告狀況的人，蔣經國見到他說的第一句話就是「抓人不能解決問題」。民進黨創黨黨綱中明定：臺灣的前途由臺灣全體住民，以自由、自主、普通、公正、平等的方式共同決定，標舉出臺灣住民自決的主張。1986年11月30日，發生因流亡海外的許信良返台所造成的「中正機場事件」:228。
1986年11月10日，在臺北環亞大飯店五樓文化中心，民進黨在台北市舉行第一次全國黨員代表大會，由費希平擔任大會主席，朱勝號擔任司儀，開始逐條討論由黃爾璇、尤清與傅正起草的黨章與黨綱。黨章除保留第12條全國黨員代表大會及第13條中央執行委員會議，其餘完全照草案通過；黨綱全文139條則採全案表決通過。11月10日晚上，由黨員代表以無記名連記法選出黃爾璇等31位中央執行委員（中執委），再由中執委選出11位中央常務委員（中常委）。11月10日，民進黨11位中常委在臺北市元穠茶館選舉黨主席；會中由江鵬堅擊敗費希平，當選首任民進黨主席。民進黨成立之初並未得到國民黨政府的承認，國內外的焦點紛紛集中在當時的總統蔣經國身上。當時國民黨內亦有保守勢力聲浪。在組黨隔日下午一時，參謀總長郝柏村對蔣經國報告即提到「現在偏激分子揚言組黨，其實際主張為否認中華民國，或與中共統戰呼應，或為台獨，當然不能容忍。」16時，蔣經國召集郝及（行政院長）俞國華等人指示中提到「不要以為有力用不上而感茫然。有位同志來信，謂面對敵人的侮辱，罪怪者為蔣某不生氣。余為國而生，為國而死，此時非出一口氣表現力量的時候。戰場上用刀用槍容易，今日比用刀用槍。...現對民主進步黨採不承認政策，並照行政院說過的依法處理」。直到後來蔣經國以「時代在變，潮流在變，環境也在變」而默許民進黨的成立。事實上在解嚴之前，一些新聞媒體仍不願全名刊出民進黨；而在新聞報導時都以「民X黨」、「X進黨」或「所謂的民進黨」字眼取代，表示否定與不承認。:236
10月7日，蔣經國在接見《華盛頓郵報》發行人凱瑟琳·葛蘭姆一行人，談話透露政府正在研究解除戒嚴令、個人自由某些限制也將解除，包括組織政黨。康寧祥認為蔣經國的態度代表對民進黨「不承認、不取締」，:419認為民進黨至此安了。黨外後援會即打出「民主新希望，新黨救台灣」，被黨外後員會提名的21位立委候選人及23位國代候選人成為創黨後第一批「受益人」:418-419
民進黨內部派系鬥爭幾乎是盡人皆知的事，很多人都曾被懷疑是「抓耙仔」，尤其連創黨主席江鵬堅、駐日大使謝長廷也曾被質疑。然而據參與創黨的邱萬興表示，從組黨十人小組以降，那麼長時期以來、經歷過那麼多事，從來沒有人看過他們有過任何出賣同志的行為，這就足以證明那些傳聞純粹子虛烏有，並認為極可能是國民黨分化的手法之一。

### 創黨初期
在國民黨的白色恐怖統治之下，讓負責民進黨財務的周滄淵和行政的黃爾璇吃盡苦頭。當時許多屋主聽到民進黨要租屋，紛紛談都不談拒絕，不然就是故意抬高租金，讓他們知難而退。:421有一天周滄淵騎著摩托車載著黃爾璇又出去碰運氣，在大安區大街小巷遶，遶到建國南路附近，黃爾璇忽然有感而發：「什麼建國『爛』路！難怪找個中央黨部辦公室都這麼難。」周滄淵一聽「對喔！走！不要繼續待在這條『爛』路！」後來到了建國北路，在民生路口看到一塊招租看板高掛在一棟七樓頂上。看上去六十多坪左右，地點雖不在國會附近，但緊鄰車水馬龍的建國南北路，將來在頂樓懸掛民進黨黨旗，使南來北往的民眾看到綠十字大地、台灣居中的黨旗也是不錯。勉強可供中央黨部使用。:421-422房東是周滄淵舊識，起先很樂意出租，一問準備開什麼公司。周說是民進黨要設辦公室，房東就說過兩天考慮好了再通知，結果一直沒下文。透過周的朋友打聽，才得到回覆：「租給你們民進黨，我往後一定不得安寧，三天兩頭警總、管區來找麻煩。不租給你們，也很不好意思。不如叫伊買下來啦！」周滄淵最後殺價到五百萬，決定買下。:421-4222011年康寧祥到周滄淵家敘舊，周滄淵透露當時訂金五十萬還是他與老婆商量擠出二十萬、尤清出十萬、傅正從退休金領出十萬，剩下不足十萬找他姨丈周轉，才湊足五十萬下訂。:422當時民進黨卻無法向老百姓一樣向銀行貸款，連用「民進黨中央黨部」名義跟銀行開戶都被拒絕，後續四百五十萬還是向群眾募款才渡過。:422-423當時中央黨部辦公室以周滄淵、江鵬堅、許榮淑和康寧祥「共同持有」的名義登記，後來轉作臺北市黨部、中央黨部資料庫。:423
出身會計師的周滄淵，每晚收到民眾熱心捐獻的銅幣、紙鈔，都在當晚點收完畢，交給會計人員存放中央黨部的保險箱，常常一場晚會勸募下來，要到半夜三點才能結算下來。當時不僅銀行不肯借款給民進黨，連存款都不行。後來民進黨募款多了，民進黨只好以「周滄淵」個人名義開戶，帳戶由中央黨部會計專人保管。:423-424海外台灣人亦熱心捐錢，光是美國同鄉就募得十萬美金左右。為了避免在回臺入境時遭國府海關刁難，周滄淵在美國收到現款後，特地交給一位信得過的貿易同鄉，回到臺灣後再向他取回等值臺幣。建國北路辦公室尾款四百多萬元，還是美國同鄉捐獻後才湊足的。:424
1986年12月，組黨後的民進黨參加第一次的立法委員選舉與國大代表選舉，總得票率約20%。受限於戒嚴令尚無法核准登記政黨，當時參選的仍是以無黨籍參選。此後民進黨也發動了多次街頭遊行，爭取當局解除戒嚴、爭取國民大會代表直選與一系列的公共政策調整。此時，民進黨主要通過發動街頭遊行等手段與國民黨統治當局抗爭，要求國會全面改選。初期的民進黨視自己為臺灣的「本土派政黨」，視國民黨政府為「外來政權」，主要政見是想爭取民主自由，讓被限制政治權利的臺灣人民，有更多的參政、議政權。

## 解嚴後
1987年5月解嚴前夕，在蔣經國的親自指示下，「美麗島事件」受刑人之一黄信介在8年4個月的铁窗生涯之后和張俊宏一起被假釋。1987年5月30日，黃信介與張俊宏出獄。黃信介於1988年3月20日入黨。:1561987年7月15日，中華民國總統蔣經國宣佈解除戒嚴令，解除報禁、黨禁。民進黨繼續结合串联各项社会运动，引爆台湾社会更多的参与和响应。
1988年3月，爆發加入民進黨的軍人劉水庚（陸軍中校）遭到軍方移送軍法處的劉水庚、陳永長事件。同年10月，爆發黨員陳聲慶（陸軍上尉）、蔣俊華（陸軍上尉）受到軍方主管處分、甚至下落不明的事件。
1988年4月17日，民進黨通過了「四個如果」的決議文，主張“如果國共片面和談、如果國民黨出賣台灣人民利益、如果中共統一台灣、如果國民黨不實施真正的民主憲政，則民進黨主張台灣獨立。”
1988年11月12日，黃信介出任民主進步黨第三屆黨主席。1989年連任第四屆黨主席。
1989年，民主進步黨一些成員參與了支持中國大陸八九民運的絕食運動。在1989年年末的縣市長選舉中，黃信介帶領的民進黨以張俊宏著作《到執政之路》為理論，提出「地方包圍中央」的理論。:177在選舉中民進黨取得了臺北縣、宜蘭縣、新竹縣、彰化縣、高雄縣及屏東縣等6个席次；在增額立委選舉中，民進黨取得21席。當中以尤清攻陷臺北縣「總統的故鄉」，最鼓舞民進黨士氣。:180
1990年3月，因萬年國會資深國代藉由國民黨內政爭行政治勒索擴權，引發學生前往中正紀念堂抗議，爆發野百合學運。民進黨也進駐中正紀念堂抗議。3月15日，為抗議老國代藉選舉總統之便擴權謀利，黃信介率民進黨籍國代在烈日的總統府前求見李登輝總統。結果在憲警人員棍棒交加下，身為最大反對黨主席的黃信介遭四肢懸空架起，被拋棄在遠離總統府的街頭。當晚三家電視台及翌日各大報社均大幅處理這則新聞，消息傳出後舉國譁然。:185-1864月2日，黃信介與民進黨秘書長張俊宏獲李登輝總統邀請進總統府，成為臺灣史上第一位昂首進入總統府的反對黨主席。當時國民黨在學生運動及民進黨壓力下，答應召開國是會議。民進黨在兩大派系惡鬥下，最終同意參加國是會議。5月7日，黃信介與在野國是會議籌備委員張俊宏、陳永興、康寧祥等人出席國是會議，與李登輝總統會面。:188-191
1990年10月7日，民主進步黨第四屆第二次全國黨員代表大會通過〈1007決議文〉:「我國事實主權不及於中國大陸及外蒙古。我國未來憲政體制及內政、外交政策，應建立在事實領土範圍之上。」明白宣示臺灣事實主權與中國蒙古無涉。
1991年10月13日，許信良出任民主進步黨第五屆黨主席。民主進步黨第五屆第一次全國黨員代表大會，修正通過〈建立主權獨立自主的台灣共和國〉基本綱領，即一般通稱的民進黨「臺獨黨綱」。
1992年，首屆全面改選的立委選舉中，民進黨得票率達33%，獲得51席，取得近三分之一的議席。此次選舉前主席黃信介以「元帥東征」為口號，參選花蓮縣立委，開票當日，以62票敗給魏木村，爆發作票傳聞。檢察官受理驗票後，發現有花蓮市十二個投票所出現738張「幽靈選票」，選票數目比來投票的選民數還多。花蓮地方法院檢察署查出多位選務人員用將預藏的選票，趁著清點票數，其他監票人員不注意時，暗中投入。最後1993年偵結選舉弊案，國民黨花蓮市市長魏木村及其弟花蓮縣議員魏東河等被起訴判刑，由中央選舉委員會公告黃信介當選。此案為1992年花蓮縣立法委員選舉集體作票事件。

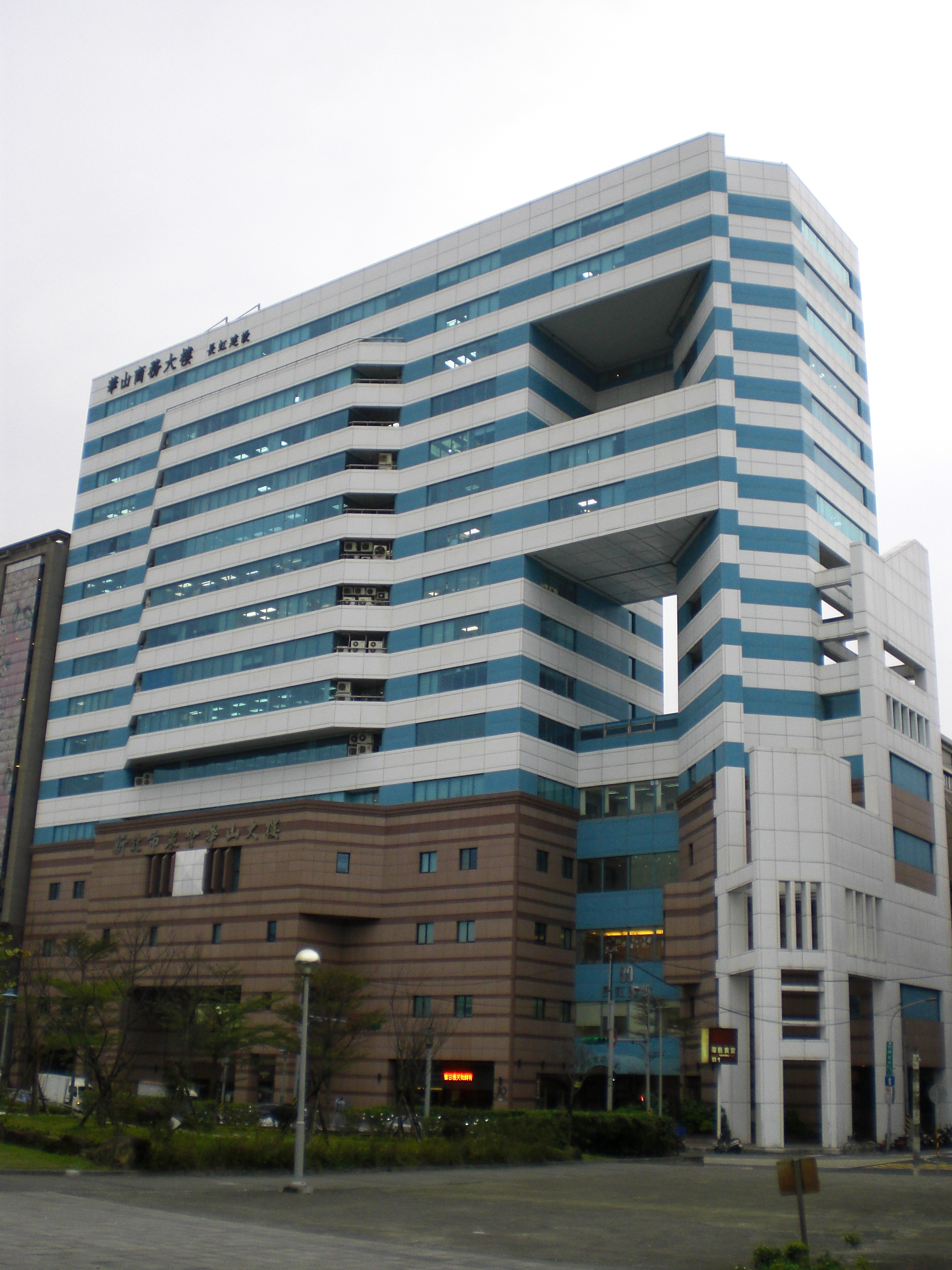
民主進步黨中央黨部所在的華山商務大樓，1993年搬至此地

1993年9月28日，民主進步黨慶祝建黨七週年。中央黨部搬入華山商務大樓。
1993年縣市長選舉的得票率已經達到41.2%，並擁有6席。1994年，在臺北市市長的選戰當中，民進黨推出立法委員陳水扁以「快樂、希望」為主軸與新黨趙少康、首次接受民意考驗的國民黨籍官派市長黃大洲競選，在國民黨和新黨互搶票源，並最後贏得勝選。臺北市的選民，在當時仍有許多極力支持國民黨的外省族群，陳水扁能夠當選，顯示民進黨已能與國民黨相抗衡。
1995年5月，施明德擔任黨主席後，積極為民進黨過去的反對黨形象做轉型，對外於1995年9月在美國首都華盛頓特區的一場國際記者會上表示「台灣已經是一個主權獨立的國家，民進黨執政，也不會宣佈台灣獨立……」，解除國際社會對民進黨執政的疑慮。並對內主張政治大聯合，社會大和解，以化解長期的族群對立，在1995年12月14日施率領民進黨重要幹部邱義仁、林濁水與當時敵對的政黨新黨黨揆，在立法院進行歷史性的會晤，卻遭黨內基層支持者的誤解並遭辱罵。而許信良針對兩岸政策也提出「大膽西進」的主張，兩位黨主席對於民進黨的路線有著不同的思維，但始終無法成為黨內主流意識。1996年，施明德联合新党参选立法院院长，但以一票之差落败。
1996年，是中華民國總統首次直接選舉，民進黨推選早期的獨派宣導者彭明敏參選，但因國民黨候選人、當時的總統李登輝對於台灣人選民的強大號召力，加上外在因素如臺灣海峽飛彈危機至台灣外海等舉動而導致民進黨慘敗。施明德辭去黨主席職務以示為此次選舉失敗負責。但在地方上，民進黨的勢力依然強勁。1997年中華民國縣市長選舉中，民進黨贏得了全台12個縣市的執政權，首次超過國民黨的縣市長席次，「綠色執政」下的人口已占全台灣總人口的71.59%，民進黨「以地方包圍中央」的選舉路線於焉產生。1998年的臺北、高雄直轄市市長選舉中，施政滿意度高達七成，被外界甚為看好有機會連任的市長陳水扁失去了臺北市的執政權。一般認為，陳水扁在臺北市市長任內嚴苛要求公職人員，及強勢施行如廢公娼等政策，被認為是拓展選票時的包袱，不過更基本的，還是台北市的選民結構中藍大於綠以及國新兩黨候選人成功操作棄保所致。但在高雄市市長選戰中，原本不被外界看好的謝長廷卻最終而以些微差距勝選，南台灣縣市全面由民進黨執政的綠色執政版圖情勢首次出現。選後，民進黨內四大派系進行了中國政策的公開電視辯論，最終「大膽西進」與「強本漸進」兩條路線互相妥協，達成了「強本西進」的共識。
1999年，為因應2000年總統大選，民進黨通過《台灣前途決議文》，承認台灣已是民主的國家，國號是「中華民國」。隨後推選陳水扁與呂秀蓮參選正副總統。選戰過程原本不被外界看好，但因興票案等影响，使陳水扁與呂秀蓮最後以2.5%差距超過得票第2高的宋楚瑜勝選，實現台灣歷史上首次政黨輪替。

## 第一次執政時期

### 2000年－2004年

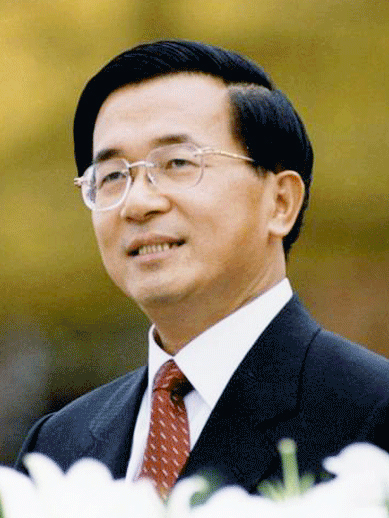
陳水扁是首位民進黨籍總統

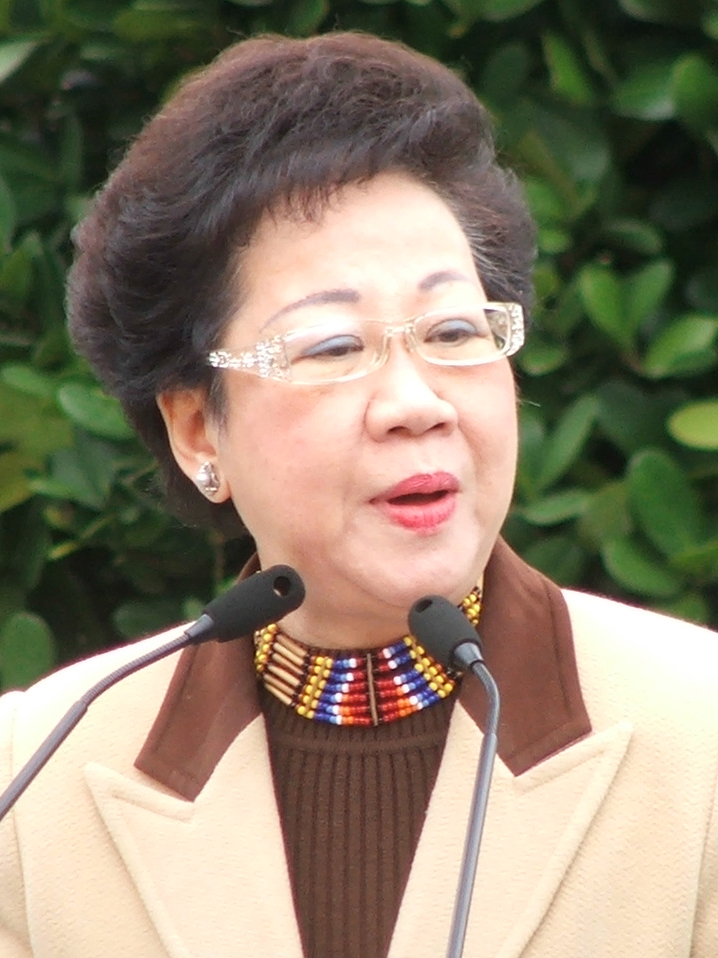
呂秀蓮是首位女性和民進黨籍副總統

民進黨執政之初，面臨多次政治危機，在政治上：為了安定，陳水扁以中國國民黨籍的原國防部部長唐飛為行政院院長，前宜蘭縣縣長游錫堃為副院長。新政府剛成立3個月不到，即發生八掌溪事件。在八掌溪事件中，由於行政部門的反應遲緩，導致四名工人死亡。副院長游錫堃主動請辭，由張俊雄接任。
陳水扁當選總統後，時任民進黨主席林義雄請辭卸任，由謝長廷當選繼任。由於總統府與黨中央雙方經常立場不同調，而謝長廷的黨主席及高雄市市長任期將於2002年屆滿，因民調結果對謝長廷兼任黨主席並不讚同，謝長廷必須在兩個職位中做選擇。此時，民進黨黨內有人提出「黨政同步」，由總統兼任黨主席。當時前主席姚嘉文表態參選民進黨主席。但在謝長廷也支持的情況下，陳水扁於2002年7月21日接任民進黨主席，引來一陣批評聲浪，被認為是違背了建黨之初反國民黨時提出的理念：黨、政、軍的分離，並批評成為陳水扁的「一言堂」，加上陳水扁競選總統時，曾宣示會退出民進黨的黨內運作。對於外界諸多的質疑，民進黨解釋這是「黨政同步」並非「黨國不分」。在執政時期，由總統兼任黨主席，在野時期，由黨員直選黨主席。
核四風波，結束民進黨與在野黨「蜜月期」，並開啟民進黨執政期間朝野惡鬥的重大事件。由於民進黨執政前始終主張「非核家園」的理念，執政後面對過去長期支持民進黨的反核團體與前主席林義雄、施明德等人要求兌現政治承諾的重大壓力。
因停建核四與行政院院長唐飛的主張相左，故唐飛被去職，由副院長張俊雄接任院長。張俊雄上臺後，在陳水扁總統於總統府會見國民黨主席連戰時，宣佈停建正在建設中的核四，引發政治風波，國民黨與連戰感到深受羞辱，在野的國民黨立委甚至發動連署罷免陳水扁。在司法院大法官作出釋字五二〇號解釋，認為行政院並無逕行停止經立法院通過預算之重大政策執行之權限後，民進黨最終妥協，行政院宣佈復建核四，甚至追加預算。但核四的停建，造成財政上重大損失，營建核四的成本因而增加，影響民眾對民進黨政府的信心。
儘管面臨重重危機，民進黨還是獲得了2001年立委選舉的勝利，而從2002年新任立委就職後，台灣政治局面形成了「泛綠」與「泛藍」兩大勢力，民進黨首次成為國會的第一大黨，在聯合另一泛綠政黨臺灣團結聯盟後，基本上能控制立法院，然而立法院的多數席次直至目前仍然由泛藍政黨掌控。

### 2004年－2008年
2004年中華民國總統大選期間，泛藍的國民黨主席連戰、親民黨主席宋楚瑜整合成功，形成2000年無法出現的「連宋配」，而民進黨依舊以「水蓮配」尋求連任。民進黨的策略在很大程度上十分成功，再加上陳水扁2003年10月過境美國出席多個公開場合，宣揚其在外交上的成就，使陳呂與連宋的民調差距從2003年3月最高時的15%左右縮小到3%的統計誤差範圍內，總統府秘書長邱義仁形容這次選舉將會是「割喉戰」。也有人評論，民調拉近的原因主要不是由於民進黨的支持度上昇（泛綠的支持度始終維持在30%到40%之間），而是由於泛藍的支持度不斷下滑，很多選民從原先的支持泛藍改為不表態。此次選戰空前激烈，泛綠與泛藍支持者立場鮮明，泛綠政營在2004年2月28日發動228牽手護台灣，民調支持度來到最高點，但在最後投票之前一周，由通緝潛逃海外的前東帝士集團董事長陳由豪爆出政治獻金與「大老說」，牽扯出立委沈富雄。在投票最後倒數的48小時中，沈富雄召開記者會以「三個可能」和「四個可能」試圖化解危機。在2006年5月29日，沈富雄終於公開承認陳由豪確實曾去見過陳水扁之妻吳淑珍。在距投票時間不到20小時的2004年3月19日下午，戲劇性地發生了319槍擊案，因疑點重重，造成社會普遍不滿。2004年3月20日開票後，由民進黨的「水蓮配」以近三萬票的0.228%的些微差距超過「連宋配」而連任成功。由於槍擊事件的爭議，激發連宋支持者的質疑和不滿，造成社會動盪並持續上月。2004年底的立法委員選舉中，陳水扁挾著2004年總統大選期間過半的選票實力及對泛藍抗爭的不滿民意，欲一舉奪得國會過半數，讓民進黨與台聯在不少選區高額提名。陳水扁在選戰過程中並一連拋出制定「台灣新憲法」、「軍購案」、「國營事業、外館正名」等議題。最後雖然在立法院席次由87席變為89席，增加兩席，卻使台聯席次減少一席而未達成目標。陳水扁承認敗選而請辭民進黨主席職務，由立法院總召柯建銘暫時代理，2005年1月27日由辭去原任總統府秘書長官職的蘇貞昌順利當選出任。在2004年，民進黨支持修憲改變立委選舉制度，沈富雄、林濁水皆撰文批判。他們所持的理據為立委減半以後，至少有十數席勢將由國民黨奪得，例如花東和離島等國民黨佔優勢的選區，民進黨未選就將輸掉十數席，在起跑點上便已落後。加上國民黨強大的派系動員能力，在不少的小選區中會較民進黨有優勢。

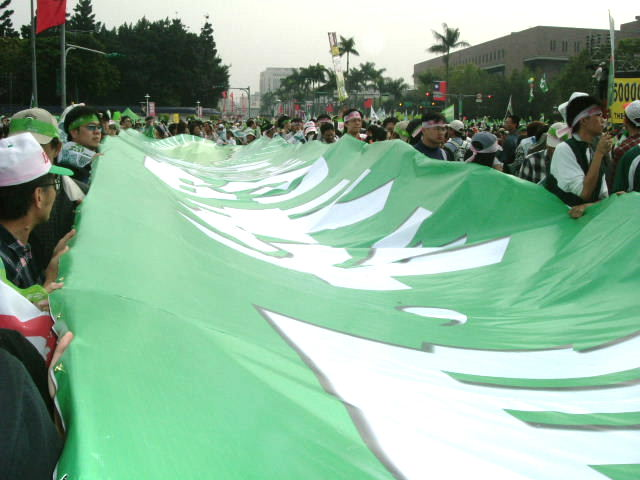
2005年民進黨發動的大規模遊行示威，三二六護台灣大遊行超過100萬人參加。

立委敗選後，總統府與民進黨中央開始考慮政治和解的可能性，2005年2月高雄市市長謝長廷，被陳水扁總統特任為行政院院長，並提出“和解共生”的訴求。2005年2月24日，陳水扁總統與親民黨主席宋楚瑜的「扁宋會」，於台北賓館登場，經過近兩小時會談後，就「兩岸和平、國防安全、族群和諧」確立十點共識並發表聯合聲明，強調將以「中華民國為最大公約數」。2005年5月14日，首次舉行也是末代的「任務型國代選舉」，投票率低落，但民進黨得票率創新高，成為短暫過半的「任務型國大」第一大黨，並與中國國民黨在陽明山中山樓聯手主導憲法條文修正。2005年7月，爆發高雄捷運泰勞暴動事件，導致勞委會主委陳菊、高雄市代理市長陳其邁自動請辭下台，之後陸續意外牽扯出高雄捷運外勞弊案，涉及總統府副秘書長陳哲男涉嫌官商勾結弊端。在陳哲男的官商關係進一步被揭發後，民進黨要求開除陳哲男的聲浪愈來愈大，儘管陳哲男宣布退黨，但民進黨仍然開除他的黨籍。2005年年底的三合一選舉，民進黨在全台執政版圖萎縮至南部六縣市，長年執政的台北縣、宜蘭縣也失守，國民黨為首的泛藍陣營在17個縣市獲勝，蘇貞昌辭去民進黨黨主席。2005年12月7日，民進黨中常會未遵循由立法院總召暫代黨主席的慣例，改推舉副總統呂秀蓮代理黨主席，但呂秀蓮以「任代主席只是在替總統看守黨中央」來揶揄總統陳水扁，引起陳水扁不滿，指呂秀蓮「吃人夠夠」（台灣俚語；即得寸進尺），2005年12月12日，她宣布請辭民進黨代理主席，但12月14日又接受黨的挽留，答應留任至2006年1月的黨主席選舉。
2006年1月15日，游錫堃當選黨主席並於1月26日就職，1月24日前主席林義雄退出民進黨。由於高雄市接連發生弊案及選舉失敗陰霾下，訴求“和解共生”的謝長廷以“堅持理念，分擔責任”請辭行政院長，1月25日由蘇貞昌接任行政院長。2006年年中後，總統陳水扁週遭人士陸續傳出多起弊案，主要有總統女婿趙建銘涉及台開案、總統夫人吳淑珍被控收受Sogo百貨公司禮券並介入該公司經營權之爭、炒作股票、總統府的國務機要費案等，讓陳水扁的聲望不斷下跌。2006年5月31日，陳水扁宣示「三個決定」（自清、革新、權力下放）與「一個決心」（說到做到、堅持到底），交出黨政權力，尊重行政院職權。但在當時，司法機構尚未確認陳水扁直接牽涉任何一件弊案，因此陳水扁在阿扁總統電子報上表示尊重司法、支持司法、相信司法。2006年6月，國民黨立委丁守中與親民黨立委呂學樟等人，以「財政崩盤」、「毀憲亂法」為由，分別提出「對陳水扁總統提出罷免案」，並獲得中國國民黨與親民黨全部黨籍立法委員連署，超過提案門檻，交付立法院表決。於6月27日表決時，民進黨動員黨籍立委不進場投票，台聯則動員集體投廢票，因此雖然中國國民黨、親民黨及無黨籍立委皆投贊成票，但仍未超過三分之二立法委員同意之法定門檻，該總統罷免案不成立，因此依法無法再舉行罷免總統之公民投票。已退出民進黨的前主席施明德在8月7日，寫了一封《給總統陳水扁的信函》，並於8月10日起發動「百萬人民倒扁運動」、要求陳水扁總統能主動辭職下臺。在「百萬人民倒扁運動」愈來愈激烈的時候，民進黨主席游錫堃大力支持陳水扁，推動公投「討國民黨不當黨產」以期達到圍魏救趙的效果。在此時，民進黨的形象逐漸轉向深綠，游錫堃亦成為深綠的代表。此時，關於2007年12月（後來延後至2008年1月）的下屆立法委員選舉，民進黨黨內初選方法的爭論浮上檯面。以蔡同榮為首的中常委以2004年沈富雄的落選顯示，泛綠形象再好、也只能獲得少數泛藍票，於是他們提出排藍民調的方案，獲得民進黨多數成員認同及支持。但是對於要排除多少泛藍民意有所爭執；部分深綠人士支持高度排藍、陳水扁及新潮流則傾向低度排藍。經過黨內的爭論以後，決定在總統選舉採用低度排藍（有利形象中性的謝長廷及蘇貞昌），在立委選舉中採用高度排藍。
2007年2月，隨著國民黨主席馬英九因特別費案被起訴，第十二屆總統候選人黨內初選提早開始，副總統呂秀蓮、行政院長蘇貞昌、黨主席游錫堃與前行政院長謝長廷分別投入黨內初選。5月6日，民進黨舉行黨員投票，謝長廷得票第一，當日蘇貞昌和游錫堃宣佈退出初選，呂秀蓮翌日也退出，最後由謝長廷出線。5月12日，行政院長蘇貞昌表示辭去行政院長職務。5月14日，陳水扁總統宣布張俊雄再次回任行政院長一職。8月15日，謝長廷宣布與蘇貞昌達成正副手共識，角逐2008年中華民國總統大選。在民進黨黨內不分區立委排名初選，被黨內視為十一寇的淺綠參選者全軍覆沒，排在安全名單之外。在此時，一些民進黨較具優勢的選區已有人被提名，在較艱難的選區則改採徵召策略。十一寇中的段宜康、羅文嘉等被徵召到台北市參選。2007年9月26日游錫堃辭去黨主席，因其所推出原經陳總統同意的「正常國家決議文」內容中的「國號正名為台灣」與「宣告台灣為主權獨立的國家」等文字於當日中午，被陳總統以所召集的呂秀蓮、謝長廷、蘇貞昌、葉菊蘭、張俊雄、柯建銘等八人反對而刪除，遂辭去黨主席一職。由總統陳水扁再次接任黨主席，帶領民進黨參與立委選戰。修改過的「正常國家決議文」於9月30日全國代表大會通過。
在2008年中華民國立法委員選舉中，民進黨遭遇創黨以來的最嚴重挫敗，113席立法院席次只取得27席，造成「朝極大野極小」的情況。泛藍則取得超過四分之三席次，於25個縣市、直轄市當中，取得15個縣市、直轄市的所有席次。由於立委選舉慘敗，陳水扁辭去黨主席一職，由總統候選人謝長廷任代主席。3月22日的2008年中華民國總統選舉，長昌配以二百二十一萬票的差距落敗，民進黨於5月20日後下野。謝長廷於中常會請辭黨主席，但黨部慰留謝長廷，謝最後留任至五月黨主席改選為止。4月18日，黨主席改選登記結束，由蔡同榮、辜寬敏及蔡英文競選。4月24日，民主進步黨黨部正式廢除排藍民調。5月13日，蔡同榮宣佈退出黨主席改選，並宣佈支持辜寬敏。5月18日，蔡英文於民進黨主席選舉中一共獲得73865票，擊敗了對手辜寬敏（48882票），以及宣佈退選的蔡同榮（6530票），成為民進黨第12屆黨主席，並且是民進黨史上第一位黨員直選選出的女性黨主席。

## 第二次在野時期

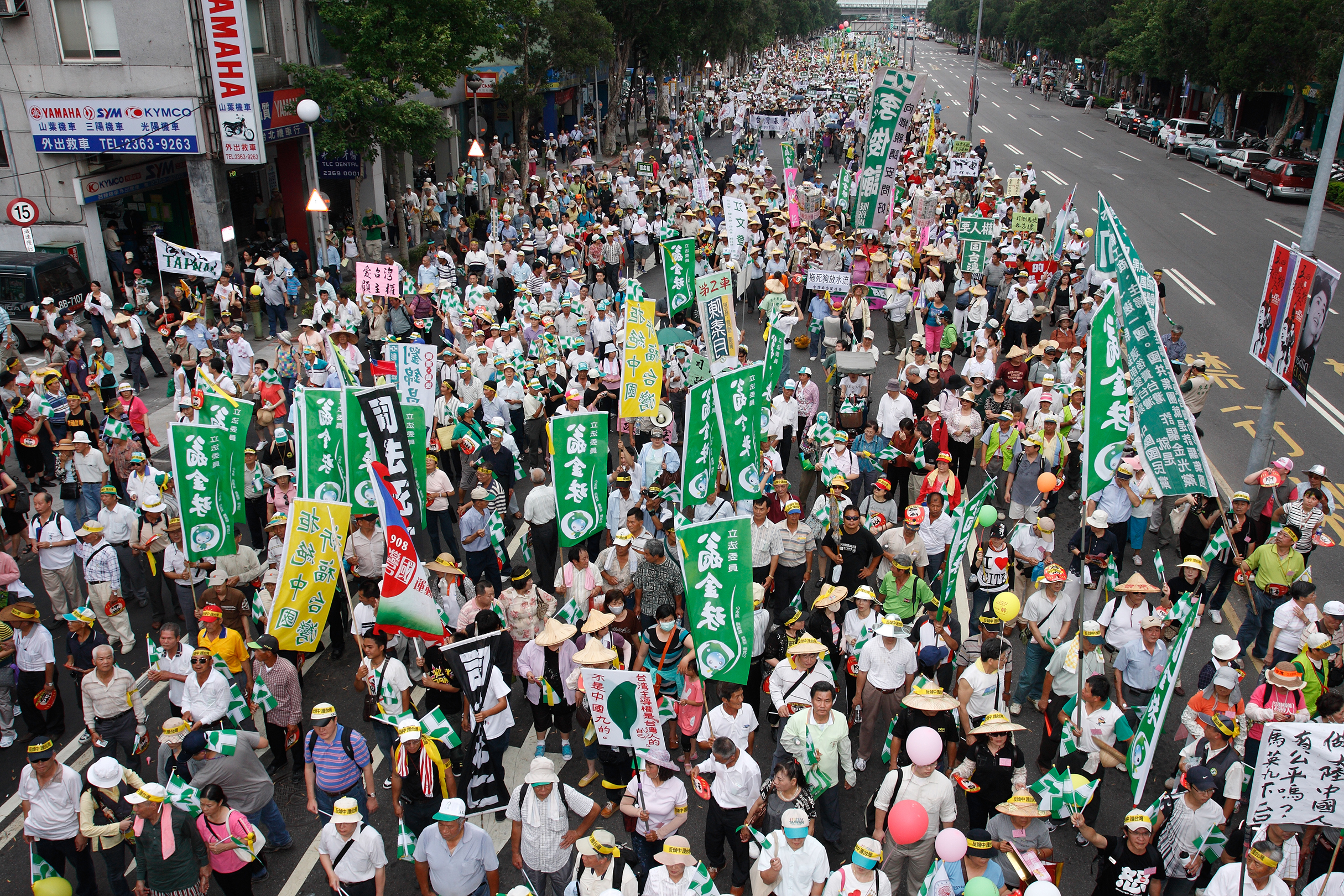
2009年民進黨發動的大規模遊行示威，517嗆馬保台大遊行共有80萬人參加。

2008年5月21日，蔡英文就任第12屆黨主席；同年8月15日，陈水扁、其妻吳淑珍陷洗錢風暴，宣布退黨，而蔡英文開始處理陳水扁弊案造成的影響，並推出小額捐款等新的開源管道。2008年8月30日民主進步黨動員參加830百日怒吼大遊行，抗议馬英九政府的施政。2008年11月，在二次江陳會期間，民進黨發動「圍城行動」，民眾與警方爆發流血衝突；而由於上任後的馬英九政府，經歷2008年中國大陸的乳製品遭三聚氰胺污染的事件、八八水災、H1N1疫苗、ECFA、美國牛肉進口、台灣運動員在國際體壇屢遭中共（聯合他國）打壓、台灣嫌犯遭菲律賓遣送至中國等議題與事件的處理無力失當，再加上於2008年立法委員選舉後，4名國民黨立委因賄選而被法院宣判當選無效，因此民進黨在4次的立委補選中勝出，取回超過四分之一的席次。
在2009年中華民國地方公職人員選舉中奪回宜蘭縣，各縣市長得票率和國民黨不相上下。2009年5月17日，在馬英九总统就任一週年之际，民主進步黨和臺灣本土社團分別在臺北市和高雄市針對馬英九政府以及劉兆玄內閣發動517嗆馬保臺大遊行。
2010年5月23日，蔡英文以高達90.29%得票率，連任第13屆黨主席。2010年6月26日，為抗議ECFA，民进党在台北發起「反一中、要公投」大遊行。2010年11月的直轄市公職人員選舉中，民进党雖未增加席次，但得票率超越國民黨。

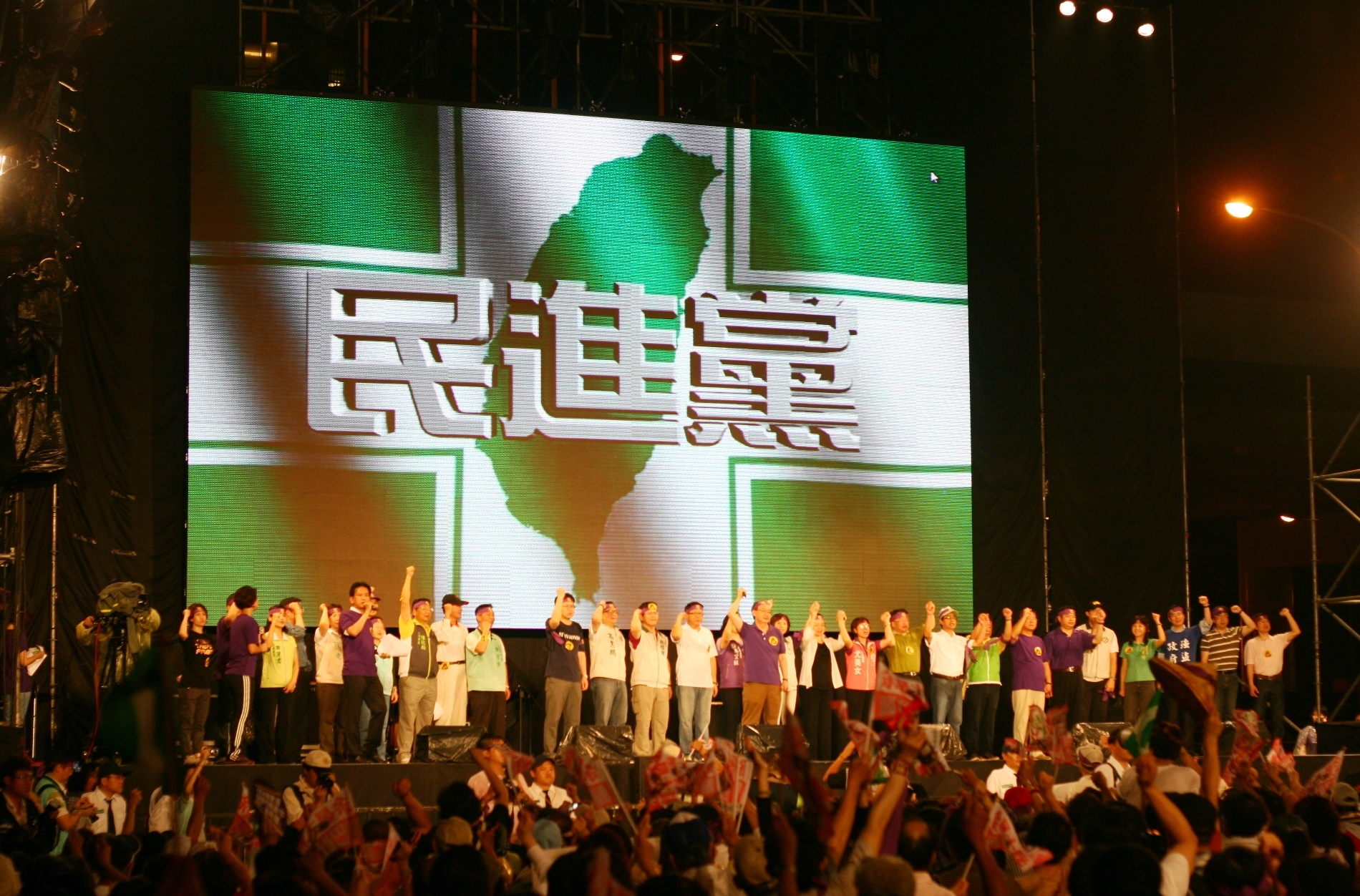
2012年519嗆馬踹共晚會

2011年4月27日，民主進步黨首次以全民調方式決定總統候選人，由蔡英文主席代表民進黨參選2012總統大選。8月22日，民进党公佈「十年政綱」總綱，作出對下一代的承諾。
2012年中華民國總統大選民進黨蔡英文、蘇嘉全以609萬票輸給了國民黨馬英九、吳敦義的689萬票，使民進黨繼續淪為在野黨。2012年，在馬英九上任第二任期的前夕，民主進步黨、台灣團結聯盟以及本土社團發動519嗆馬踹共大遊行，要求「日子歹過、總統踹共」。
2013年1月13日，民進黨发动「人民火大、一路嗆馬」遊行，提出「換內閣救經濟、反媒體壟斷、針對年金改革召開國是會議」三大訴求，近20萬人參加。
2014年中華民國地方公職人員選舉中，由於年初太陽花學運大幅喚醒本土意識，以及民眾對執政的國民黨傾中政策及施政累積的不滿透過選票宣洩等因素，使民進黨於本次選舉中縣市首長議員不論席次、選票均大幅超過國民黨：直轄市六都中取得四都（桃園市、台中市、台南市及高雄市）；六都以外原先國民黨執政的縣市中，幾個基本盤藍大於綠的縣市也成功政黨輪替（基隆市、新竹市）。縣市首長席次民進黨共取得13席，大勝國民黨的6席，台中以南的所有縣市均由民進黨取得執政權。這個結果也為蔡英文第二次參選總統奠定堅實基礎。

## 第二次執政時期

### 2016－2020年

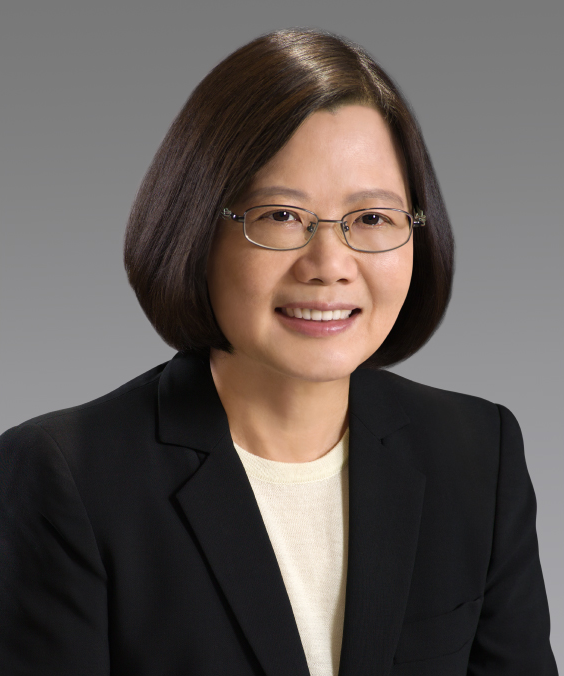
蔡英文為中華民國首位女性總統

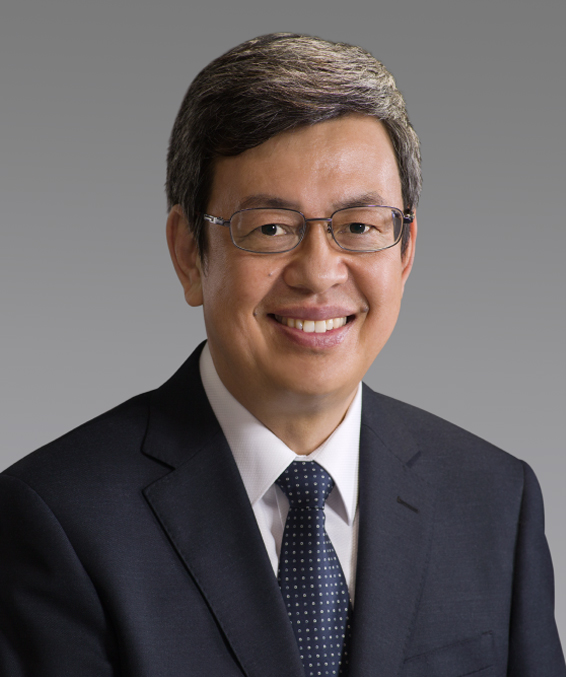
陳建仁為中華民國行憲後首位無黨籍副總統

2016年中華民國總統選舉中，民進黨提名的總統候選人蔡英文與其無黨籍副總統搭檔陳建仁以56.12%的得票率勝選；同日舉辦的2016年中華民國立法委員選舉中，民進黨以區域立委49席、不分區立委18席、平地原住民立委1席共計68席，於國會中單獨取得過半席次。這次選舉民進黨完成台灣在解嚴後的第三次政黨輪替，同時也是國會的第一次政黨輪替。
2018年5月，前副总统、前代理党主席吕秀莲退出民进党。同年的九合一选举中，民進黨慘敗，时任總統的蔡英文辭去民进党主席职务。翌年1月，由卓荣泰接任主席。

#### 2020年1月

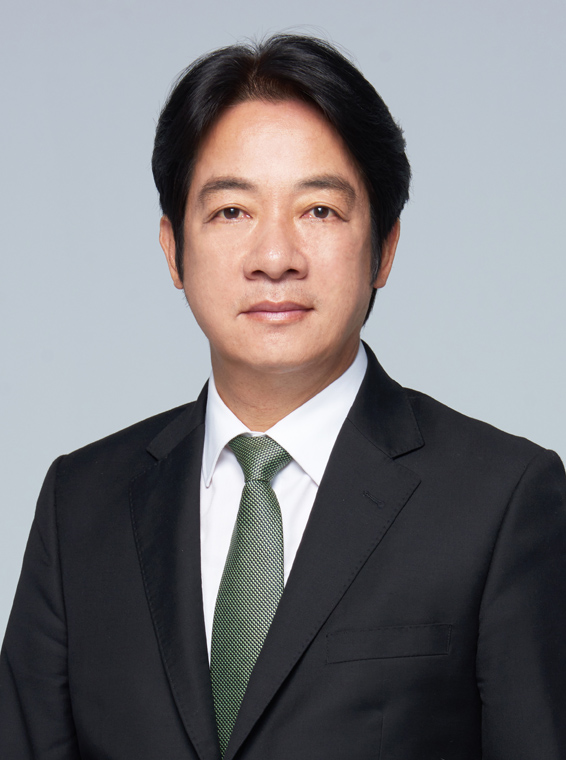
第15任副總統賴清德

2020年中華民國總統選舉中，民進黨提名的總統候選人蔡英文與其同黨籍副總統搭檔賴清德以57.13%的得票率勝選；同日舉辦的2020年中華民國立法委員選舉中，民進黨以區域立委48席、不分區立委13席共計61席，雖然較上屆減少7席，但仍舊再度於國會中單獨取得過半席次。同年5月，蔡英文宣誓就任总统，同时第三度接任民进党主席。

### 2020－2024年
2023年2月15日，民進黨中執會通過修訂了「黨職人員選舉辦法」還有「公職候選人提名條例」草案，根據草案，未來只要涉及黑金、槍毒或曾經被管訓者，不能擔任黨職或代表參選公職。
2022年九合一選舉，民進黨又再度慘敗，时任總統的蔡英文再度辭去党主席。翌年1月，副总统赖清德接任党主席。

## 第三次執政時期

### 2024年－現在

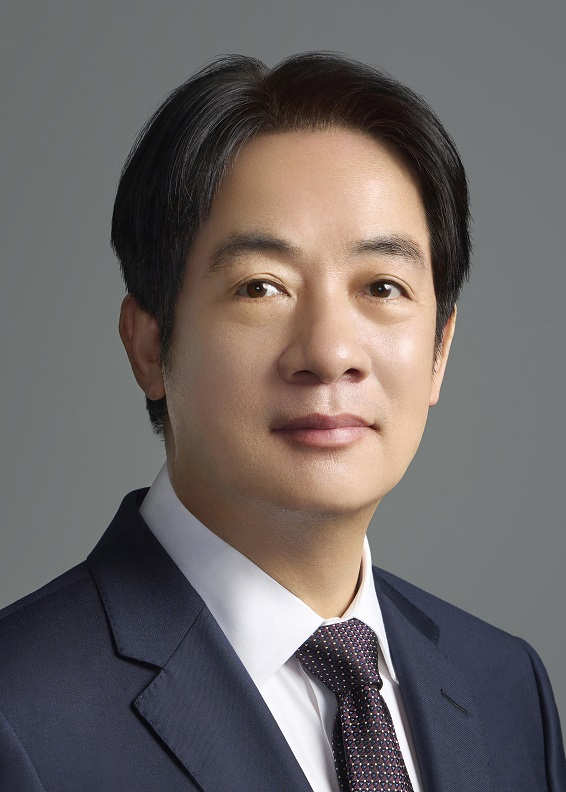
現任（第16任）中華民國總統賴清德

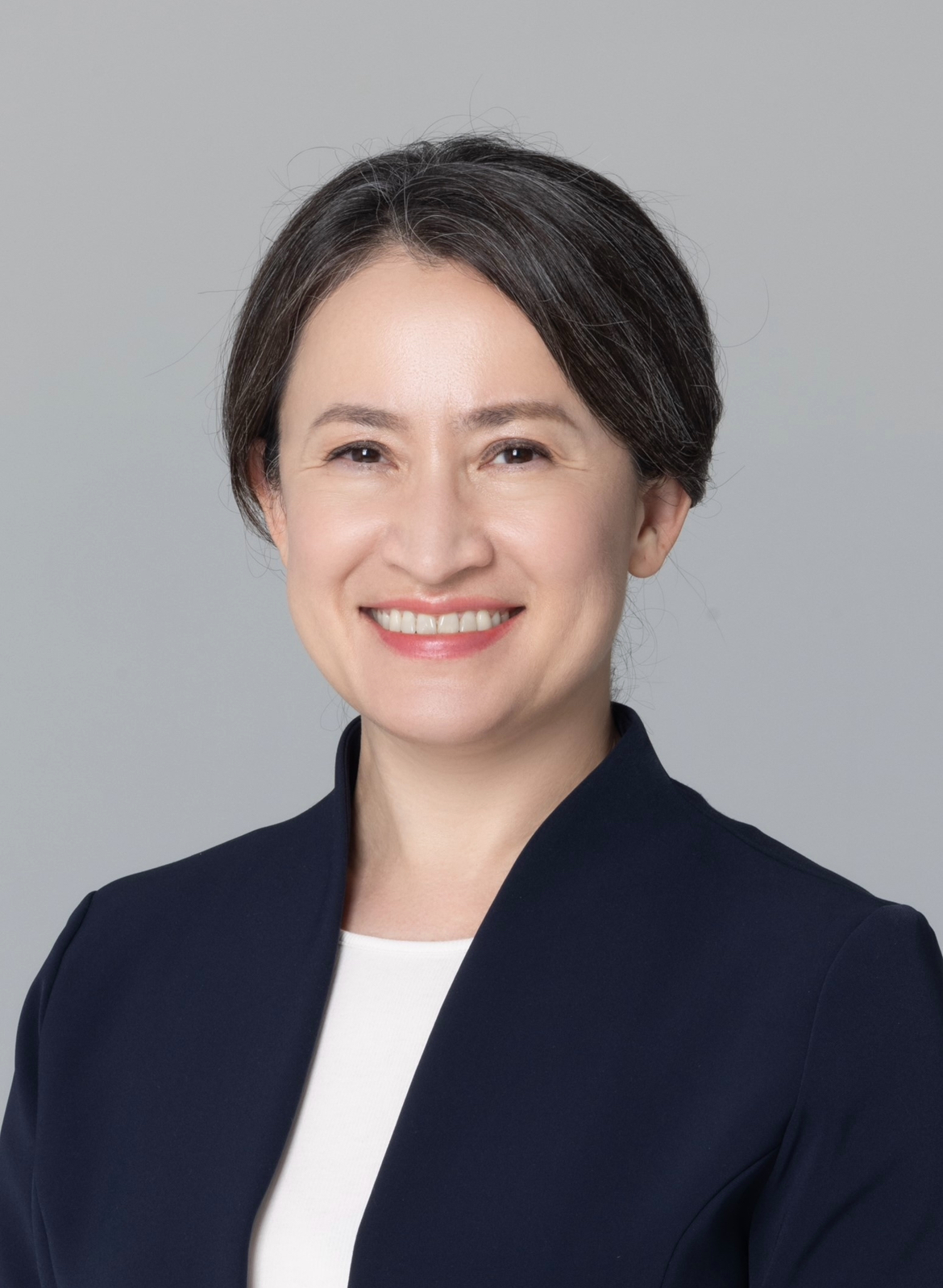
現任（第16任）中華民國副總統蕭美琴

2024年中華民國總統選舉中，民進黨提名的總統候選人—时任副总统賴清德與其同黨籍副總統搭檔—时任駐美大使蕭美琴成功当选，令民进党成为中华民国自1996年开放总统直选以来，首个连胜三次总统的政党。赖清德亦成为自总统直选以来，首个以副总统身份当选总统的候选人。然而，「赖萧配」仅以40%的得票率胜选，是自2000年中華民國總統選舉以来，民进党再度以不足一半得票率胜选。另外，同日舉辦的2024年中華民國立法委員選舉中，民进党以以區域立委38席、不分區立委13席共計51席，較上屆減少10席，失去国会过半席次，继2008年后民进党再度成为少数派政府。